# Cocalodes leptopus
Cocalodes leptopus är en spindelart som beskrevs av Pocock 1897. Cocalodes leptopus ingår i släktet Cocalodes och familjen hoppspindlar. Inga underarter finns listade i Catalogue of Life.